# Двери римского Пантеона
Двери римского Пантеона — главные входные бронзовые двери в ротонде римского Пантеона.
Памятник декоративно-прикладного искусства, вопрос о времени создания которого остаётся открытым на протяжении нескольких веков, долгое время учёные пытаются определить возраст дверей и выяснить, являются ли эти двери ровесниками Пантеона.

## Описание
Двери шириной 4,45 метров и высотой 7,53 метра имеют две створки. Филёнки и тяги дверей выполнены из литой бронзы. Каждая створка вращается на штифтах, которые установлены в полу внизу и в архитраве вверху. Двери по форме и деталям похожи на античные бронзовые двери Рима — в храме Ромула и Курии Юлия.
По обе стороны дверей расположены бронзовые пилястры с каннелюрами, увенчанные тосканскими капителями, которые декорированы киматием с орнаментом вида «ионик» — бронзовое литьё в виде лепнины в форме яиц и наконечников стрел. Пилястры соединены антаблементом, составленным из лаконичного фриза. Над дверями на деревянной раме расположена фрамуга — шесть одинаковых прямоугольных вертикальных бронзовых панелей-решеток с простым и довольно распространенным древним узором. Эта конструкция является частью системы вентиляции здания, пропуская воздух внутрь, даже когда двери закрыты.

## История

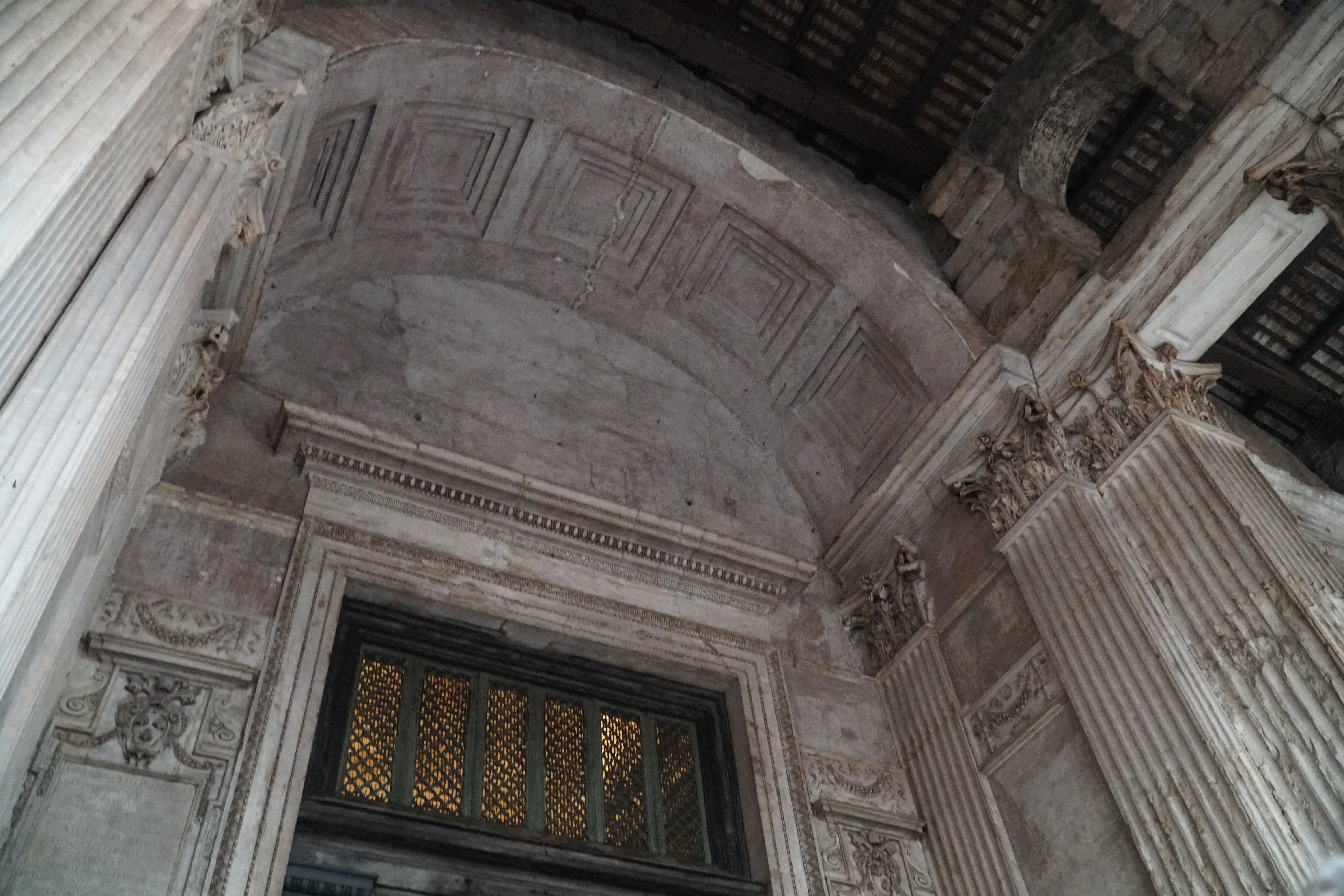
Верхняя часть дверей, с бронзовой решеткой для вентиляции

Точно неизвестно, являются ли эти двери ровесниками Пантеона, высказываются мнения «за» и «против». Некоторые исследователи Пантеона считали, что эти двери являются ровесниками Пантеона, и не были украдены завоевателями, восточными императорами (бронзу вывозил Констант II) и средневековыми папами. Иоганн Винкельман также был уверен в античном возрасте дверей, о чём сообщал в своей работе Storia dell’arte nell’antichità. Высказывались и сомнения в античном возрасте дверей, отмеченная непропорциональность дверей для соответствия прескрипциям Витрувия позволяла отнести их изготовление к Новому времени. Высказывались предположения, что оригинальные двери были похищены во время разграбления Рима королем вандалов Гейзерихом в V веке, так как в числе добычи вандалов была медь, снятая с крыши храма Юпитера, о чём упоминал Прокопий Кесарийский.
Также существует версия, что двери лишь частично имеют античные элементы, а часть элементов двери безусловно более поздняя. Есть сведения, что во время реставрационных работ в Пантеоне в 1759 году двери ремонтировались, потому что были повреждены в результате падения во время попытки снять их двумя годами ранее, в результате чего погиб незадачливый мастер-каменщик Корзини.
Исследователи высказывают сомнения, что рама из деревянного бруса, к которой крепятся бронзовые части дверей, может иметь античный возраст, и склоняются к версии, что двери подвергались существенной реконструкции в Средние века или во времена папы Урбана VIII.
На протяжении 241 года правая дверь оставалась полностью заблокированной, а левая открывалась лишь частично. В 1998 году, после тщательного исследования, двери слегка приподняли с помощью специально изготовленных пластин, покрытых мыльным слоем. Штифты были заменены, и двери стали полностью работоспособны.

## Галерея

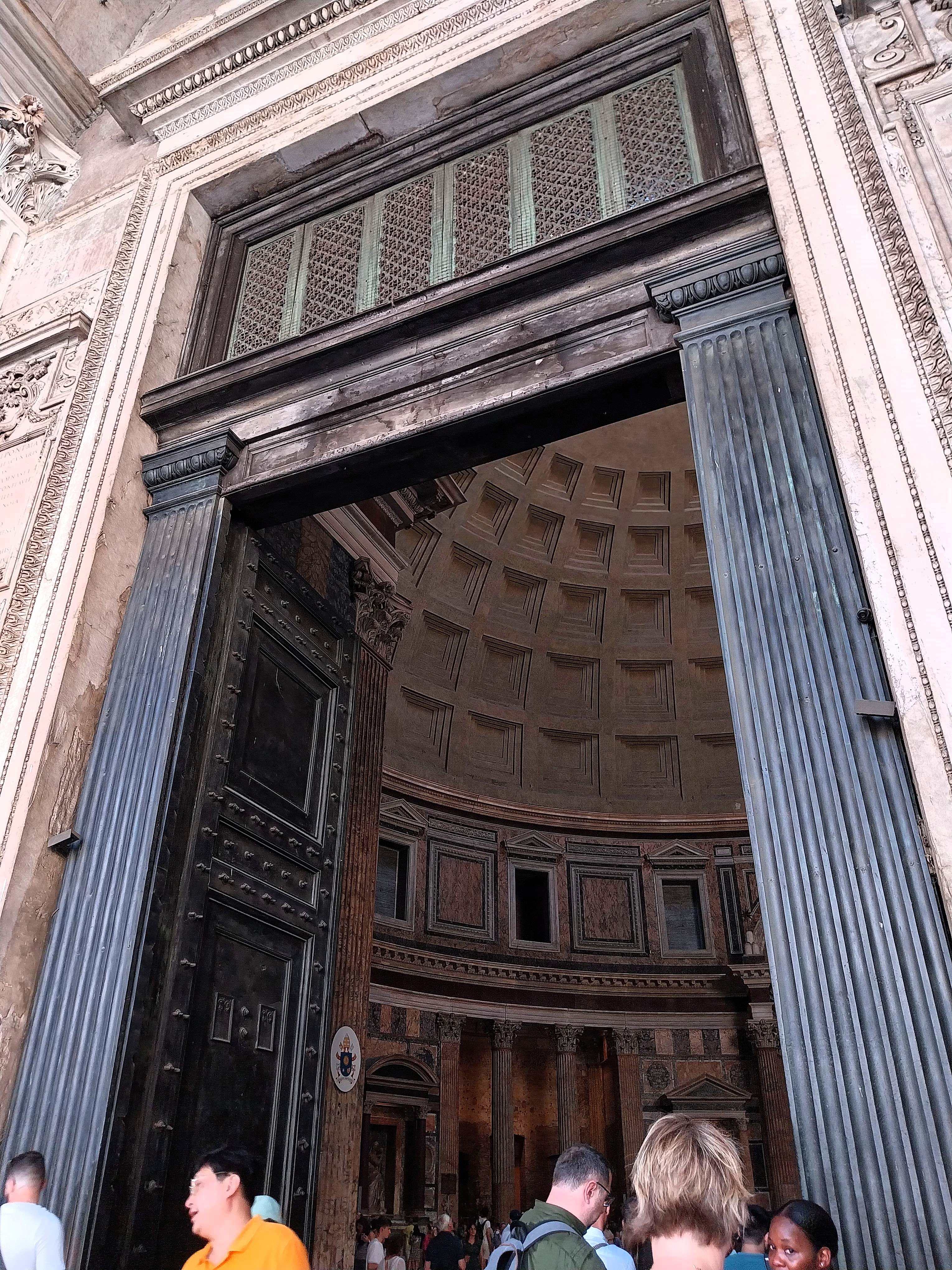
Вид с внешней стороны
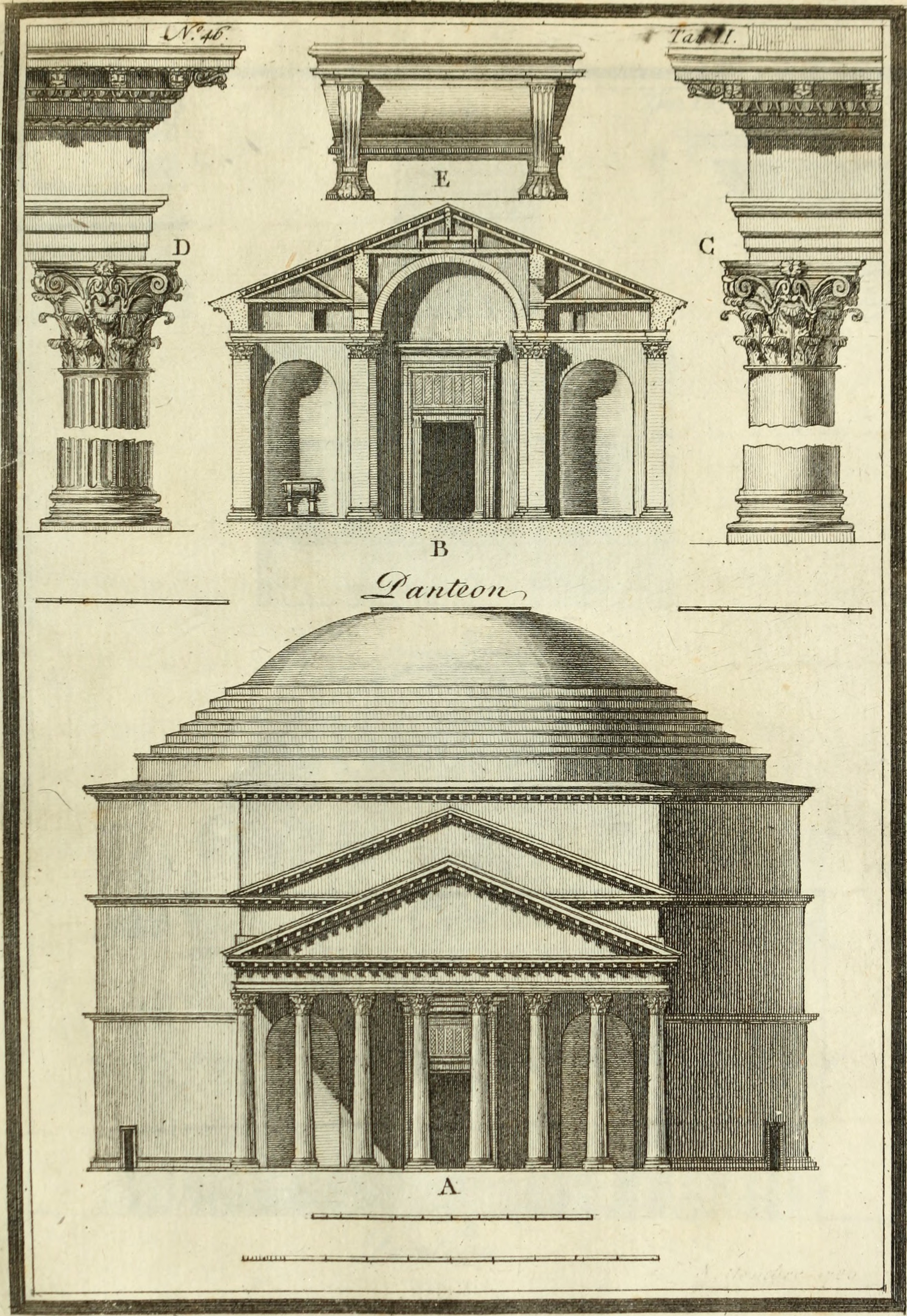
Положение дверного проема на фасаде. Гравюра из книги Джузеппе Антонио Гуатани, 1805